# José de Garro
José de Garro y Astola "el Santo" (23 de enero de 1623, Mondragón, Guipúzcoa, Corona de Castilla,  - 15 de octubre de 1702, San Sebastián, Guipúzcoa, Corona de Castilla), fue un funcionario y militar español al servicio de la Corona de Castilla, recordado por su desempeñó en América como gobernador y capitán general de Chile, el Río de la Plata y el Tucumán, y en la Península como gobernador de Gibraltar, Sanlúcar de Barrameda y Guipúzcoa. Fue además maestre de campo de los tercios españoles,  caballero de la orden militar de Santiago, y constructor del Palacio de Garro en Salinas de Léniz

## Origen y primeros años
José Antonio de Garro y Astola nació el 23 de enero de 1623 en la villa de Mondragón, provincia de Guipúzcoa (País Vasco), siendo hijo de Domingo López de Garro y Arcaraso (natural de Escoriaza), concejal de Mondragón, y de María Asencio de Astola y Uruburu (natural de Azcoaga).
Quedó huérfano de madre al poco tiempo de su nacimiento, siendo enviado por su padre a vivir con unos parientes a Escoriaza, donde estudió las primeras letras. 

## Carrera militar
A los catorce años se embarcó en Sevilla, arribando a Veracruz en 1638,año en el que muere su padre luchando en el Sitio de Fuenterrabía.Carente de prospectos ingresó al ejército, siéndole concedida plaza en el puerto de Campeche, provincia del Yucatán, y ascendido al grado de alférez en 1648. No viendo posibilidad de progresar en las Indias, regresó a su tierra natal, embarcándose luego a Flandes en junio de 1650, donde ingresó al tercio de Baltasar Mercader, bajo cuyo mando participó en importantes acciones como la reconquista de Gravelines, Dunkerque y Rocroi, alcanzando el grado de capitán.
En 1655 pasó al ejército de Cataluña, donde alcanzó el grado de sargento mayor, y en 1664 se encontró en Galicia peleando contra los portugueses en el tercio del marqués de Aguilar. Su distinción en las campañas le valieron el nombramiento de sargento mayor de la Guardia Real de la Chamberga bajo la tenencia de Rodrigo de Móxica-Butrón y Valdés, y en 1671 el título de caballero de la Orden de Santiago.En 1674 participó en las campañas de Cataluña bajo el mando de Miguel Francisco de Moncada, obteniendo el grado de maestre de campo.
 

La inesperada interrupción de su prometedora carrera militar fue relatada por el historiador Diego Barros Arana de la siguiente manera:
"A consecuencia de un violento altercado con cierto General, que tenía el rango de grande de España, Garro se vio expuesto a las venganzas de un enemigo poderoso. Prefiriendo por esto mismo vivir lejos de la Corte, solicitó un destino en las Indias y obtuvo el de gobernador de la provincia de Tucumán."

## Gobernación del Tucumán
Obtuvo en 1674 la designación de gobernador de la Provincia del Tucumán, dependencia del Virreinato del Perú. Efectuó tres entradas militares de carácter punitivo al Chaco, cuyo único resultado fue el establecimiento del fuerte del Pongo, al este de San Salvador de Jujuy, para proteger la ciudad. En 1675, el síndico del convento de San Francisco de Santiago del Estero solicitó al cabildo autorización para trasladar el convento a la otra banda de la acequia principal para así evitar su deslave por parte del río Dulce. El 20 de junio de 1675, el gobernador Garro adjudicó le un terreno adjunto a la catedral propicio para el convento, su iglesia, huerta y ranchería, el cual sin embargo, no llegó a construirse.
El 17 de noviembre de 1677 colocó la piedra fundamental de la cuarta iglesia Catedral de Santiago del Estero. Estuvieron presentes en dicho acto el arcediano Tomás de Figueroa, todos los miembros del Cabildo, el cabildo eclesiástico y los vecinos. En 1678 informó al rey que en cumplimiento de la Real cédula del 20 de diciembre de 1674, puso en libertad a los indígenas de los valles calchaquíes. Más tarde, escribió otra carta en la que exponía el miserable estado de la titulada ciudad de San Juan Bautista de la Rivera y la conveniencia que habría en trasladar dicha población al valle de Catamarca.
En 1678 fue promovido a gobernador del Río de la Plata, asentándose en la ciudad de Buenos Aires, siendo sucedido interinamente por José García Caballero.

## Gobernación del Río de la Plata
Uno de los principales logros de Garro fue la expulsión de los portugueses de  la Banda Oriental del Río de la Plata, en particular la Colonia del Sacramento, en el actual Uruguay. A partir de su regencia y posterior ascenso al trono, Pedro II de Portugal, planeó la apropiación portuguesa del Uruguay a través de sus agentes Rodrigo de Castelo Blanco y Manuel Lobo, gobernador de Río de Janeiro. En 1679 Lobo había conseguido fundar la Colonia de Sacramento, aprovisionada desde la Isla de San Gabriel. En 1680 fue detectada una escuadra de seis buques haciendo su incursión hacia el Río de la Plata, por lo que el gobernador Garro dispuso la formación de una milicia de doscientos cincuenta españoles y tres mil guaraníes, puestos al mando del maestre de campo Antonio de Vera y Móxica, solicitando además al jesuita Cristóbal de Altamirano, gobernador de las Misiones Orientales y Provincia Jesuítica del Paraguay, la colaboración de sus misioneros e indios reducidos para frenar el avance portugués. La estrategia de Garro resultó en la captura realizada por dos jesuitas y trescientos guaraníes del portugués Jorge Soares de Macedo, nuevo gobernador nombrado por el rey, así como del propio Manuel Lobo, tras un asedio de un mes realizado por las milicias del maestre de campo Vera. A pesar del éxito de la operación, en 1681 fue firmado un tratado de paz provisional entre España y Portugal que devolvió la Colonia de Sacramento a los portugueses, siendo solo recuperada por España después del Tratado de Utrecht de 1713. Una cláusula del tratado provisional exigía el cese de Garro de su cargo, por lo que regresó por pocos meses a Tucumán, donde se le reparó al poco tiempo con el nombramiento para la gobernación de Chile.

## Gobernación de Chile
Tomó posesión de la gobernación y capitánía general de Chile, así como de la presidencia de su Real Audiencia, el 24 de abril de 1682. Participó en la Guerra de Arauco ordenando la incursión de novecientos caballeros desde la villa de Concepción, donde fundó una reducción. Se dedicó a la mejoría de los fuertes, decretando además la construcción del Castillo San José de Valparaíso, primera fortificación que tuvo el puerto. Según los cronistas, continuamente organizaba novenas y actos de devoción.
Sus principales esfuerzos se consagraron a rechazar las expediciones de corsarios y filibusteros, como Edward Davis, William Knight, Jean Strong y Bartolomé Sharp, que se hacían cada vez más frecuentes en la costa. Para ello, decretó el despoblamiento de la isla Mocha, utilizada por los filibusteros como base de operaciones, siendo congregados los naturales de la isla en la reducción por él fundada en Concepción.
Sobre el traslado por mar de los naturales de Isla Mocha, su responsable Jerónimo de Quiroga, recordaba que:
"...pasaron en canastos de totora un golfo de 12 leguas todas (...), sin pérdida ninguna...".
No pudo dedicar tiempo a las frecuentes disputas legales que se suscitaron con los oidores de la Real Audiencia de Chile, ni a la promoción de la vida monástica, de la que era especialmente devoto. Terminó su encargo el 5 de enero de 1692, siendo sucedido por Tomás Marín.

## Gobernación de Gibraltar y Sanlúcar de Barrameda
Embarcó de vuelta a España partiendo de Buenos Aires. A su regreso a la corte le fue concedido asiento en el Consejo de Su Majestad, el extinto grado de "sargento general de batalla". En 1693 presentó un proyecto al rey proponiendo una expedición evangelizadora y colonizadora al estrecho de Magallanes. En 1696 fue designado gobernador de Gibraltar, siendo el penúltimo que ocupó dicho cargo antes de la Toma de Gibraltar por las tropas británicas en la Guerra de Sucesión Española. Asimismo se desempeñó como gobernador de Sanlúcar de Barrameda.

## Gobernador de Guipúzcoa
En 1702 fue nombrado gobernador y capitán general de Guipúzcoa, su tierra natal, donde además desempeñó los cargos de alcalde mayor de Salinas de Léniz, población de donde procedían su linaje y donde levantó el Palacio de Garro.

## Muerte
Murió el 15 de octubre de 1702 en San Sebastián.